# (34347) 2000 RN1
2000 RN1 (asteroide 34347) é um asteroide da cintura principal. Possui uma excentricidade de 0.09064760 e uma inclinação de 12.98958º.
Este asteroide foi descoberto no dia 1 de setembro de 2000 por LINEAR em Socorro.